# Huis Loenersloot
Huis Loenersloot is een monumentaal gebouw aan de Nieuwegracht in de Nederlandse stad Utrecht. Het is een rijksmonument.
Het oudste deel bestaat uit een hoofdgebouw dat in 1517 of kort daarna gebouwd is. Dit deel is aan de straatzijde voorzien van een trapgevel en het loopt diep door naar achteren. Dwars op het hoofdgebouw is binnen enkele jaren na de tot stand koming een lagere vleugel aangebouwd die aan de straatzijde een lijstgevel en een gotische poort heeft. Beide delen zijn voorzien van een zadeldaken boven de twee bouwlagen. Aan de grachtzijde zijn werfkelders die ouder zijn dan het huis. Het huis is meermaals aangepast.
Opdrachtgevers voor de bouw waren Berend uten Eng, raadsheer van de bisschop, en zijn vrouw Joanna van Overdevecht. Meerdere voorname personen bewoonden het in de loop der tijd. De huisnaam is ontleend aan voormalig eigenaar Jacob van Amstel van Mijnden die heer van Loenersloot was. De jezuïeten hadden er een schuilkerk. In later tijd fungeerde Huis Loenersloot als Aartsbisschoppelijk Museum en als school.